# Leptochiloides
Leptochiloides är ett släkte av steklar. Leptochiloides ingår i familjen Eumenidae.
Kladogram enligt Catalogue of Life:
| Leptochiloides | \| \| Leptochiloides arizonae \| \| \| \| \| \| Leptochiloides brevicornis \| \| \| \| \| \| Leptochiloides utahensis \| \| \| \| |
|                | \| \| Leptochiloides arizonae \| \| \| \| \| \| Leptochiloides brevicornis \| \| \| \| \| \| Leptochiloides utahensis \| \| \| \| |
|                | Leptochiloides arizonae |
|                | |
|                | Leptochiloides brevicornis |
|                | |
|                | Leptochiloides utahensis |
|                | |